# A Má Notícia
A Má Notícia est une toile de l'artiste brésilien Belmiro de Almeida, réalisée en 1897. L'œuvre représente une jeune femme assise sur un fauteuil sur lequel elle est penchée, après avoir jeté au sol une lettre qui lui a certainement apporté la mauvaise nouvelle du titre du tableau.

## Historique
Peint à Paris, ce tableau fut exposé à l'origine à Ouro Preto, au Liceu de Artes e Ofícios de cette ville, qui est alors encore la capitale du Minas Gerais. Il est ensuite acquis par le gouvernement de l'État et, avec l'inauguration du nouveau siège administratif la même année, il est transféré à Belo Horizonte, étant exposé au Palácio da Liberdade.
L'auteur a possiblement fait une demande au gouvernement pour l'achat du tableau et, lorsque cela est fait en octobre 1897 pour la somme de dix mille réis avec une partie des fonds destinés au déménagement de la capitale, il fit don du tableau "Aurore du 15 novembre". Plus tard, de retour de Paris en 1899, il tente la même stratégie pour la vente du tableau « Les Découvreurs », qui vise à commémorer les quatre siècles de la « Découverte », sans succès.

## Folklore sur l'œuvre

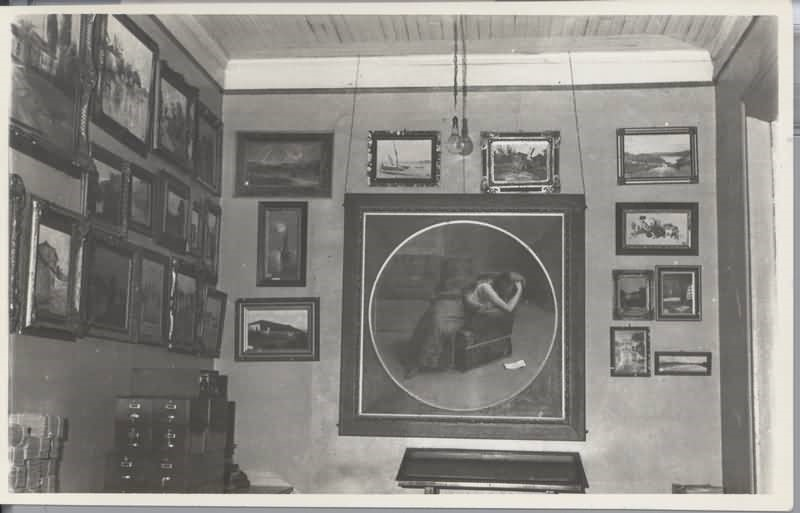
La salle

Lorsque la capitale du Minas Gerais est déplacée en 1897, peu après l'exposition initiale, l'interprétation populaire est que la « mauvaise nouvelle » est précisément le transfert du centre politique et administratif d'Ouro Preto à Belo Horizonte.
Dans la nouvelle capitale, l'œuvre finit par être un objet de superstition, étant désignée comme responsable des difficultés rencontrées par les gouverneurs au début du XXe siècle, apportant un « mauvais présage » - ce qui l'a fait être rejetée et transférée à divers organismes jusqu'à ce qu'elle soit finalement attribuée aux Archives publiques de l'État et, de là, au Musée Mineiro, où elle est depuis exposée.

## Analyse et contexte
Selon Samuel Mendes Vieira, « cette peinture explore l'intérieur domestique et humain et a pris de l'ampleur dans les dernières décennies du [XIXe] siècle, répondant à un public bourgeois assoiffé de toiles plus petites et décoratives, avec des thèmes frugaux et des scènes proches de la réalité vécue » et l'auteur révèle avec ses œuvres la « dimension psychologique et domestique » de la vie brésilienne, dans laquelle il a été suivi par plusieurs autres artistes. 
L'œuvre suit le thème sentimental des tableaux précédents de l'artiste, comme celui peint une décennie plus tôt, « Arrufos », où une jeune femme apparaît en larmes après avoir jeté une rose sur le sol, et aussi la toile « Amuada », avec une dame exprimant sa tristesse et s'appuyant également sur un fauteuil comme dans A Má Notícia. Plusieurs tableaux de l'époque représentent la figure féminine dans des moments intimes, révélant son aspect psychologique, dans des œuvres telles que « Mauvaises Nouvelles » ou « Souvenir » de Rodolfo Amoedo, « Saudade » de José Ferraz de Almeida Júnior ou Après la faute de Jean Béraud. 